# サマーラ川
サマーラ川（サマーラがわ、サマラ川とも、ロシア語: Сама́ра、ラテン文字表記: Samara ）は、ロシアのオレンブルク州とサマーラ州を流れる河川である。ヴォルガ川下流の支流にあたり、ヴォルガ川へは東（左岸）から合流する。
サマーラの街はサマーラ川とヴォルガ川との合流点に位置する。